# モストフスキ崩壊補題
数理論理学におけるモストフスキ崩壊(潰し,収縮とも)補題とは、集合論の命題でアンジェイ・モストフスキの名に因む。

## 概要
RをクラスX上の二項関係で以下の3条件を満たすものとする。
- Rは集合状すなわち: R−1[x] = {y : y R x}が必ず集合になる。

- Rは整礎的である。すなわち: 空でないXの部分集合SはR-極小要素を持つ。(言いかえると、R−1[x] ∩ Sが空となるようなx ∈ Sがあるということ。)

- Rは外延的である。すなわち:Xの異なる二元x,yについて必ず、R−1[x] ≠ R−1[y]

モストフスキ崩壊補題はこのようなRに対して、推移的クラス(真のクラスでもよい)M で(M,∈)と(X, R)が同型となるものが一意的に存在し、その同型対応も一意的であるという命題である。その同型対応Gは
G(x)={G(y):yRx}で与えられる。この関数をモストフスキ崩壊関数という。(Jech 2003:69).

## 一般化
全ての整礎的かつ集合状な関係は整礎的かつ集合状かつ外延的な関係に埋め込める。これはモストフスキ崩壊補題の変形を導く：整礎的かつ集合状な関係は、あるクラス上の∈-関係と同型である。(このクラスは一意的でないし、推移的である必要もない。)
F(x) = {F(y) : y R x}なるX上の写像FはRがX上で整礎的かつ集合状なら再帰によって定義できる。
これは推移的クラス(一意的ではない)への準同型写像を与え、同型となるのはRが外延的であるときかつちょうどそのときのみである。
この補題の整礎性の仮定は、整礎性を使わない集合論では緩和したり外したりすることができる。
ボッファの集合論では、集合状かつ外延的な関係は推移的クラス(一意的ではない)上の∈-関係と同型になる。アクゼルの反基礎公理をもつ集合論では集合状な関係はそれぞれ一意的な推移的クラス上の∈-関係とbisimilar(双模倣的)である。
このことから、bisimulation-極小な集合状関係は何かしらの一意的な推移的クラスと同型である。

## 応用
ZFの集合モデルは集合状かつ外延的である。
モデルが整礎的なら本補題により、ZFの推移的モデルと一意的に同型である。
ZFのあるモデルの∈-関係が整礎的であるというのは、そのモデル内で正則性公理が成立するという主張よりも強いことに注意。
ZFは無矛盾であるとの仮定の下で、ZFのモデルMで、
その論議領域にR-極小要素をもたない部分集合AをもつがAはそのモデル内で集合でないというものがある。(Aの要素が全て議論領域内にあってもAはモデルの議論領域内に無い。)
もっと正確には、そうでない集合AにはMの要素xでA = R−1[x]となるものが存在する。だからMは正則性公理を満たす(内部的には整礎的である)が、Rは整礎的関係でなく、この崩壊補題も適用できない。

## 参考
- Jech, Thomas (2003), Set Theory, Springer Monographs in Mathematics (third millennium ed.), Berlin, New York: Springer-Verlag, ISBN 978-3-540-44085-7